# 辛島公園
辛島公園（からしまこうえん）は、熊本県熊本市中央区にある都市計画公園。

## 概要
1899年（明治32年）に日清戦争の戦勝を記念して整備された征清記念碑公園が辛島公園の前身であり、1928年（昭和3年）に白川沿いの下河原公園とともに当時数少ない市民公園として開園した。
大正期の市電開通時は宅地やロータリーとなっていたが、1958年（昭和33年）に戦災復興計画により都市計画公園として再整備された。その際、バスターミナルのそばにある公園として、地下水都市を象徴する噴水や各種の樹木が配置され、市民の憩いの場として利用されてきた。
1993年（平成5年）に公園の地下に駐車場を整備するのに伴って再整備された。
熊本市は2012年の桜町・花畑地区再開発事業の基本構想で、花畑公園、シンボルプロムナード、くまもと街なか広場、辛島公園で構成するオープンスペース「花畑広場」を整備することとした。オープンスペース「花畑広場」の工事は2020年1月に着工し、辛島公園（約3400平方メートル）では天然芝の面積が増やされたほか噴水が設置され、2021年11月13日から供用が開始されることになった。なお、オープンスペース「花畑広場」は防災機能をもつ公園として整備されており耐震性貯水槽（地下）などが整備されている。

## 周辺施設
- サンロード新市街（地下通路で連絡）
- 辛島公園地下駐車場（地下通路で連絡）
- （仮称）花畑広場（旧熊本市産業文化会館跡地）

- SAKURA MACHI Kumamoto
  - 熊本桜町バスターミナル
  - 熊本城ホール
- 花畑屋敷跡
- NTT西日本熊本支店
- 熊本市民会館（愛称：市民会館シアーズホーム夢ホール）
- 熊本市国際交流会館
- 朝日新聞熊本総局
- 熊本城
- 上通
- 下通
- 熊本中央郵便局
- 熊本県立第一高等学校
- 熊本市交通局 辛島町停留場
- 国立病院機構熊本医療センター